# Ignácio de Loyola Brandão
Ignácio de Loyola Brandão (* 31. července 1936 Araraquara) je brazilský spisovatel. Svou první knihu, sbírku povídek Depois do Sol, vydal v roce 1965; první román Bebel que a Cidade Comeu vyšel v roce 1968. Již v roce 1969 dokončil další román Zero, který ale v Brazílii dlouho nemohl vyjít a vyšel nejprve v italském překladu (1974). Později byl přeložen do několika dalších jazyků, včetně češtiny (Maťa 2010 v překladu Josefa Kučery). Je dvojnásobným držitelem ceny Prêmio Jabuti, a to za knihy O Menino que vendia Palavras (2008) a Os Olhos Cegos dos Cavalos (2015). V roce 2016 získal ocenění Prêmio Machado de Assis.